# Пшиходи (Більський повіт)
Пшиходи (пол. Przychody) — село в Польщі, у гміні Мєндзижець-Підляський Більського повіту Люблінського воєводства.
Населення — 501 особа (2011).
У 1975—1998 роках село належало до Білопідляського воєводства.

## Демографія
Демографічна структура станом на 31 березня 2011 року:
|          | Загалом | Допрацездатний вік | Працездатний вік | Постпрацездатний вік |
| -------- | ------- | ------------------ | ---------------- | -------------------- |
| Чоловіки | 243     | 46                 | 166              | 31                   |
| Жінки    | 258     | 64                 | 142              | 52                   |
| Разом    | 501     | 110                | 308              | 83                   |